# Обелиск из Луксора
Луксорски обелисци (француски: Obélisques de Louxor) су пар староегипатских обелиска, старих преко 3.000 година, исклесаних да стоје са обе стране портала Луксорског храма у време владавине Рамзеса II (око 1250. п. н. е.). Десни (западни) стуб, висок 23 м, премештен је 1830-их на Трг Конкорд у Паризу, Француска, док је леви (источни) обелиск остао на својој локацији у Египту.
Луксорски обелиск у Паризу званично је класификован као историјски споменик 1936.

## Заједно у Египту

### Стварање
Луксорски храм је претходио Рамзесу II око 150 година. Током његове владавине обављене су реновације које су укључивале додавање два обелиска.
Сваки од обелиска је био исклесан од једног комада црвеног гранита, извађеног око 160 км јужно од Луксора у Асуану, транспортован на специјално дизајнираној баржи и спуштен на место уз помоћ ужади и песка. 

### Физичке особине
Два обелиска су била мало различите висине, а онај који је остао у Луксору је виши. Краћи обелиск је постављен на више постоље и постављен даље од пилона од другог. Гледаоцу који прилази обелисци су можда изгледали исте висине, а овај избор дизајна је можда био намеран.  
Обелиск који је остао у Луксору је нагнут.  Париски обелиск има пукотину у оригиналном камену. 
Источна и западна страна сваког обелиска била је благо конвексна, то су једина два античка обелиска са таквом карактеристиком, а разлог томе није познат. 

### Хијероглифи
Оба обелиска су обележена хијероглифима. Током 1800-их Франсоа Чабас урадио је потпуни превод западног (Париског) обелиска, који говори о Рамзесу, Амону-Ра и Хорусу, и може се прочитати у делу Хенрија Горинџа - Египатски обелисци.

## Луксорски обелиск у Паризу

### Идеја
Идеја да се луксорски обелисци пренесу у Париз појавила се први пут током Наполеоновог похода на Египат. Дана 21. марта 1799. године, генерал Луј-Шарл-Антоан Дезе написао је писмо Наполеону у коме га је обавестио о постојању два обелиска у Теби који ће представљати изузетан призор када се једном донесу у Париз.  Слично, Виван Денон подсећа у свом Voyage dans la basse et la Haute Égypte из 1802. године на могућност да се обелисци донесу у Париз као трофеј француског освајања.  Коначно, 8. октобра 1800. Жан Кутел изнео је пред Институт Египта у Каиру прва техничка разматрања о транспорту и постављању једног од обелиска на Тргу Конкорд.  Са окончањем француске кампање у Египту, ови планови, међутим, никада нису реализовани.
Под Наполеоновим наследником, Лујем XVIII, Французи су стекли права на обелиск Клеопатрину иглу у Александрији, иако овај обелиск никада није премештен у Француску и завршио је у Њујорку 1881.
Краљ Шарл X је 1820-их отворио египатски музеј и тражио обелиск као египатско уметничко дело. Отприлике у то време, Жан-Франсоа Шамполион, који се недавно прославио дешифровањем хијероглифа Розете, први пут је видео луксорске обелиске и позвао француску владу да их набави. 

### Поклон
Новембра 1830. Мухамед Али-паша, владар отоманског Египта, званично је поклонио луксорске обелиске Француској. Ово се десило упркос чињеници да су обелисци претходно били предати Британцима и чињеници да је француског дипломату који је организовао куповину, барона Тејлора, за то овластио Шарл X, који је збачен у јулској револуцији. 
Као узврат за поклон, Француска је Османлијама дала механички сат 1840-их, данас познат као Сат цитаделе у Каиру.  Сат је ретко радио од свог доласка у Каиро, али је 2021. Врховни савет за антиквитете објавио да „Египат жели да поправи сат на цитадели, један од најстаријих те врсте на свету, како би поново радио.  
Француски председник Франсоа Митеран се 1981. године дефинитивно одрекао поседовања другог обелиска, чиме је Египту вратио његову имовину.

### Транспорт и поновно постављање
Одлучено је да се најпре помери западни (краћи) обелиск, који је 1831. године срушен. Превезен је бродом који је направљен по мери за транспорт, Луксор. У Париз је стигао 1833. године, а подигао га је краљ Луј Филип 1836. године у центру Трга Конкорд.
Укупни трошкови премештања обелиска процењени су на 2,5 милиона франака (што је еквивалентно процењеним 16 милиона евра или 19 милиона долара у 2020. години).   Висока цена може бити разлог зашто други обелиск никада није пресељен.

### Постамент
Садашњи постамент првобитно је био намењен статуи Луја XVI Жан-Пјер Кортоа, али статуа је уништена током Јулске револуције 1830. 
Оригинална египатска постоља укључивала су скулптуре павијана са истакнутим мушким гениталијама, са подигнутим рукама ка сунцу. Фрагмент овог оригиналног постамента са задње стране преосталог обелиска донет је у Париз у исто време када и обелиск, намењен да буде изложен са њим. Сматран је превише опсценим за јавну изложбу, и послат је у египатски део Лувра. 

### Пирамидион
Француска је додала пирамидалну капу са златним листовима на врх обелиска 1998.  Дуго се сумњало да је пирамидион првобитно био прекривен бронзаном, златном или електрумском капом , можда чак украденом 500-их година пре нове ере.
Са постољем и капом, висина споменика је приближно 33,37 м. 

## Савремени догађаји
- 1. децембра 1993. демонстранти из организације посвећене борби против сиде, прекрили су париски обелиск огромним ружичастим кондомом у знак обележавања Светског дана борбе против сиде. [21]
- Године 1998. Ален "Спајдермен" Роберт, француски урбани пењач, илегално се попео на париски обелиск без употребе ужади или друге опреме за пењање или сигурносних уређаја. [22]
- 1999. године, као део активности прославе миленијума у Паризу, око обелиска је постављено 300 месинганих дискова и скоро 1.000 стопа жутих термоосетљивих трака како би се користио као гномон функционалног сунчаног сата. Остали су до краја 2000. године [23].
- Године 2015. монументална интерактивна скулптура PHARES [24] Милене Гермонт је неколико месеци била изложена поред обелиска, где је била дизајнирана да осветли обелиск.